# La Dame de pique (film, 1937)
Pour les articles homonymes, voir La Dame de pique (homonymie).
Pour plus de détails, voir Fiche technique et Distribution.
La Dame de pique est un film français écrit et réalisé par Fedor Ozep, sorti en 1937,  adaptation de la nouvelle éponyme d'Alexandre Pouchkine. Fedor Ozep avait collaboré à la version muette de Yakov Protazanov, sortie en Russie en 1916.

## Synopsis
La comtesse Tomski connaîtrait un secret pour gagner à tous les coups au jeu de pharaon. Pour s'emparer de ce secret, Hermann, jeune officier téméraire, entreprend de séduire la nièce de la comtesse. Lorsqu'il parvient enfin à pénétrer dans la chambre de la vieille dame, celle-ci, terrifiée par la menace d'une arme, révèle son secret puis s'effondre et meurt. Dès le lendemain, Hermann, sûr de son succès, joue très gros jeu, mais, dans la dernière partie, au lieu de l'as attendu, sort la dame de pique. Hermann est ruiné et perd la raison.

## Fiche technique
- Réalisation : Fedor Ozep
- Scénario : Fedor Ozep et Bernard Zimmer (dialogues), d'après Alexandre Pouchkine
- Image : Armand Thirard
- Cadreur : Louis Née
- Son : Antoine Archimbaud
- Assistants réalisateur : Louis Daquin, Georges Friedland
- Musique : Karol Rathaus
- Décors : Alexandre Lochakoff[1], Vladimir Meingard[2]
- Costumes : Mstislav  Doboujinski
- Montage : Georges Friedland
- Effets spéciaux : Paul Minine[3] et Nicolas Wilcke[4]
- Production : Michel Kagansky[5]
- Société de production : Général Productions, Paris
- Directeur de production : Christian Stengel
- Pays d'origine :  France
- Format : Noir et blanc - 35 mm - 1,37:1
- Genre : Drame
- Durée : 87 minutes
- Date de sortie : France, 1er octobre 1937
- Affiche : Bernard Lancy (France)

## Distribution
- Marguerite Moreno : la comtesse Tomski, dite la dame de pique
- Pierre Blanchar : le lieutenant Hermann
- André Luguet : le capitaine Iretski, l'ami d'Hermann
- Madeleine Ozeray : Lisa, la petite-fille de la comtesse
- Abel Jacquin : le prince Tomski
- Camille Bert : le général
- Raymone : Glacha, la camériste de Lisa
- Pierre Palau : le banquier Petrov
- Roger Legris : Ivan, l'ordonnance d'Hermann
- Nathalie Alexeeff : la première servante de la comtesse
- Pierre Finaly : le chef du relais
- Sylvain Itkine : le libraire
- Michèle Alfa : Nadia
- Jean Didier[6] : Maroumoff, un officier
- Colette Wilda : la fleuriste
- Gabrielle Roanne : la générale
- Madame Wormser : la deuxième servante de la comtesse
- Caroline : la troisième servante de la comtesse
- Roger Blin
- Jérôme Goulven
- Géo Forster